# Premio Hugo al mejor artista profesional
Los Premios Hugo se otorgan cada año por la Sociedad mundial de ciencia ficción (World Science Fiction Society) a las mejores obras y logros del año anterior en el campo de la ciencia ficción o la fantasía. El premio, que anteriormente se denominó Science Fiction Achievement Award, actualmente recibe su nombre en honor a Hugo Gernsback, fundador de la revista pionera en la ciencia ficción Amazing Stories. El premio se ha descrito como «un excelente escaparate para la ficción especulativa» y «el premio literario más conocido para la literatura de ciencia ficción».
El Premio Hugo al mejor artista profesional se otorga anualmente a los artistas cuyas obras están dedicadas principalmente a la a la ciencia ficción o la fantasía en el año anterior al de la edición del premio. El premio en la categoría «Artista profesional» ha sido otorgado anualmente bajo distintos nombres desde 1955, con la excepción de 1957. Los premios Hugo inaugurales de 1953 reconocieron las categorías «Mejor ilustrador de interior» y «Mejor artista de portada», otorgados a Virgil Finlay en la primera y ex aequo entre Hannes Bok y Ed Emshwiller en la segunda. El premio al mejor artista profesional se denominó simplemente «Mejor artista» en 1955 y 1956, no fue otorgado en 1957, y se llamó «Artista destacado» en 1958, adquiriendo finalmente a su nombre actual al año siguiente. Además de los premios Hugo regulares, a partir de 1996 los premios Hugo retrospectivos, o «Retro Hugos», correspondientes a los 50, 75 o 100 años anteriores en los cuales no se entregaron premios. Hasta la fecha, los premios «Retro Hugo» han sido entregados en 2014 (1939), 2016 (1941), 1996 (1946), 2001 (1951), 2004 y (1954) y en todos ellos se otorgó un premio en la categoría de mejor artista profesional.
El proceso de selección se define en el World Science Fiction Society Constitution mediante el sistema de segunda vuelta instantánea con cinco nominados, excepto en el caso de empate. Estas cinco obras en la boleta son de cinco miembros designados para ese año, sin límite en el número de obras que pueden ser nominadas. Las candidaturas iniciales son hechas por los miembros de enero a marzo, mientras que el voto en la boleta de cinco nominaciones se realiza aproximadamente en abril y julio, sujeta a cambios dependiendo de cuándo se celebre la Worldcon ese año. Las Worldcons se realizan generalmente cerca del Labor Day y se llevan a cabo en una ciudad diferente en todo el mundo cada año.
Hasta el año 2016, desde su inicio han sido nominados 75 artistas, 22 de ellos lo han ganado, incluidos los compartidos y los «Retro Hugos». Michael Whelan ha recibido el mayor número de premios, con 13 galardones de 24 nominaciones. Frank Kelly Freas tiene 11 premios y 28 nominaciones, más que ningún otro artista. Otros artistas con un gran número de victorias o nominaciones son Bob Eggleton con 8 galardores de 23 nominaciones, Ed Emshwiller con 4 de 8, y Don Maitz con 2 de 17. David A. Cherry y Thomas Canty están empatados, con 10 cada uno, en el mayor número nominaciones sin ningún premio.

## Ganadores y nominados
En los cuadros siguientes, los años corresponden a la fecha de la ceremonia. Los artistas son elegibles basándose en su trabajo del año anterior. Las entradas con un fondo azul y un asterisco (*) junto al nombre del artista han ganado el premio; las entradas con un fondo blanco son los nominados.
  *   Ganadores
| Año  | Artista(s)                 | Ref.   |
| ---- | -------------------------- | ------ |
| 1955 | Frank Kelly Freas*         | [ 10 ] |
| 1956 | Frank Kelly Freas*         | [ 11 ] |
| 1958 | Frank Kelly Freas*         | [ 12 ] |
| 1959 | Frank Kelly Freas*         | [ 13 ] |
| 1959 | Ed Emshwiller              | [ 13 ] |
| 1959 | Virgil Finlay              | [ 13 ] |
| 1959 | H. R. Van Dongen           | [ 13 ] |
| 1959 | Wally Wood                 | [ 13 ] |
| 1960 | Ed Emshwiller*             | [ 14 ] |
| 1960 | Virgil Finlay              | [ 14 ] |
| 1960 | Frank Kelly Freas          | [ 14 ] |
| 1960 | Mel Hunter                 | [ 14 ] |
| 1960 | Wally Wood                 | [ 14 ] |
| 1961 | Ed Emshwiller*             | [ 15 ] |
| 1961 | Virgil Finlay              | [ 15 ] |
| 1961 | Frank Kelly Freas          | [ 15 ] |
| 1961 | Mel Hunter                 | [ 15 ] |
| 1962 | Ed Emshwiller*             | [ 16 ] |
| 1962 | Virgil Finlay              | [ 16 ] |
| 1962 | Mel Hunter                 | [ 16 ] |
| 1962 | John Schoenherr            | [ 16 ] |
| 1962 | Alex Schomburg             | [ 16 ] |
| 1963 | Roy Krenkel*               | [ 17 ] |
| 1963 | Ed Emshwiller              | [ 17 ] |
| 1963 | Virgil Finlay              | [ 17 ] |
| 1963 | Jack Gaughan               | [ 17 ] |
| 1963 | John Schoenherr            | [ 17 ] |
| 1964 | Ed Emshwiller*             | [ 18 ] |
| 1964 | Virgil Finlay              | [ 18 ] |
| 1964 | Frank Frazetta             | [ 18 ] |
| 1964 | Roy Krenkel                | [ 18 ] |
| 1964 | John Schoenherr            | [ 18 ] |
| 1965 | John Schoenherr*           | [ 19 ] |
| 1965 | Ed Emshwiller              | [ 19 ] |
| 1965 | Frank Frazetta             | [ 19 ] |
| 1965 | Jack Gaughan               | [ 19 ] |
| 1966 | Frank Frazetta*            | [ 20 ] |
| 1966 | Frank Kelly Freas          | [ 20 ] |
| 1966 | Jack Gaughan               | [ 20 ] |
| 1966 | Gray Morrow                | [ 20 ] |
| 1966 | John Schoenherr            | [ 20 ] |
| 1967 | Jack Gaughan*              | [ 21 ] |
| 1967 | Frank Kelly Freas          | [ 21 ] |
| 1967 | Gray Morrow                | [ 21 ] |
| 1967 | John Schoenherr            | [ 21 ] |
| 1968 | Jack Gaughan*              | [ 22 ] |
| 1968 | Chesley Bonestell          | [ 22 ] |
| 1968 | Frank Frazetta             | [ 22 ] |
| 1968 | Frank Kelly Freas          | [ 22 ] |
| 1968 | Gray Morrow                | [ 22 ] |
| 1968 | John Schoenherr            | [ 22 ] |
| 1969 | Jack Gaughan*              | [ 23 ] |
| 1969 | Vaughn Bodé                | [ 23 ] |
| 1969 | Leo Dillon y Diane Dillon  | [ 23 ] |
| 1969 | Frank Kelly Freas          | [ 23 ] |
| 1970 | Frank Kelly Freas*         | [ 24 ] |
| 1970 | Leo Dillon y Diane Dillon  | [ 24 ] |
| 1970 | Jack Gaughan               | [ 24 ] |
| 1970 | Eddie Jones                | [ 24 ] |
| 1970 | Jeff Jones                 | [ 24 ] |
| 1971 | Leo Dillon y Diane Dillon* | [ 25 ] |
| 1971 | Frank Kelly Freas          | [ 25 ] |
| 1971 | Jack Gaughan               | [ 25 ] |
| 1971 | Eddie Jones                | [ 25 ] |
| 1971 | Jeff Jones                 | [ 25 ] |
| 1972 | Frank Kelly Freas*         | [ 26 ] |
| 1972 | Vincent Di Fate            | [ 26 ] |
| 1972 | Jack Gaughan               | [ 26 ] |
| 1972 | Jeff Jones                 | [ 26 ] |
| 1972 | John Schoenherr            | [ 26 ] |
| 1973 | Frank Kelly Freas*         | [ 27 ] |
| 1973 | Vincent Di Fate            | [ 27 ] |
| 1973 | Jack Gaughan               | [ 27 ] |
| 1973 | Mike Hinge                 | [ 27 ] |
| 1973 | John Schoenherr            | [ 27 ] |
| 1974 | Frank Kelly Freas*         | [ 28 ] |
| 1974 | Vincent Di Fate            | [ 28 ] |
| 1974 | Frank Frazetta             | [ 28 ] |
| 1974 | Jack Gaughan               | [ 28 ] |
| 1974 | John Schoenherr            | [ 28 ] |
| 1975 | Frank Kelly Freas*         | [ 29 ] |
| 1975 | Stephen Fabian             | [ 29 ] |
| 1975 | Tim Kirk                   | [ 29 ] |
| 1975 | John Schoenherr            | [ 29 ] |
| 1975 | Rick Sternbach             | [ 29 ] |
| 1976 | Frank Kelly Freas*         | [ 30 ] |
| 1976 | George Barr                | [ 30 ] |
| 1976 | Vincent Di Fate            | [ 30 ] |
| 1976 | Stephen Fabian             | [ 30 ] |
| 1976 | Rick Sternbach             | [ 30 ] |
| 1977 | Rick Sternbach*            | [ 31 ] |
| 1977 | George Barr                | [ 31 ] |
| 1977 | Vincent Di Fate            | [ 31 ] |
| 1977 | Stephen Fabian             | [ 31 ] |
| 1978 | Rick Sternbach*            | [ 32 ] |
| 1978 | Vincent Di Fate            | [ 32 ] |
| 1978 | Stephen Fabian             | [ 32 ] |
| 1978 | Frank Kelly Freas          | [ 32 ] |
| 1978 | Michael Whelan             | [ 32 ] |
| 1979 | Vincent Di Fate*           | [ 33 ] |
| 1979 | Stephen Fabian             | [ 33 ] |
| 1979 | David A. Hardy             | [ 33 ] |
| 1979 | Boris Vallejo              | [ 33 ] |
| 1979 | Michael Whelan             | [ 33 ] |
| 1980 | Michael Whelan*            | [ 34 ] |
| 1980 | Vincent Di Fate            | [ 34 ] |
| 1980 | Stephen Fabian             | [ 34 ] |
| 1980 | Paul Lehr                  | [ 34 ] |
| 1980 | Boris Vallejo              | [ 34 ] |
| 1981 | Michael Whelan*            | [ 35 ] |
| 1981 | Vincent Di Fate            | [ 35 ] |
| 1981 | Stephen Fabian             | [ 35 ] |
| 1981 | Paul Lehr                  | [ 35 ] |
| 1981 | Don Maitz                  | [ 35 ] |
| 1982 | Michael Whelan*            | [ 36 ] |
| 1982 | Vincent Di Fate            | [ 36 ] |
| 1982 | Carl Lundgren              | [ 36 ] |
| 1982 | Don Maitz                  | [ 36 ] |
| 1982 | Rowena Morrill             | [ 36 ] |
| 1983 | Michael Whelan*            | [ 37 ] |
| 1983 | Frank Kelly Freas          | [ 37 ] |
| 1983 | Don Maitz                  | [ 37 ] |
| 1983 | Rowena Morrill             | [ 37 ] |
| 1983 | Barclay Shaw               | [ 37 ] |
| 1983 | Darrell K. Sweet           | [ 37 ] |
| 1984 | Michael Whelan*            | [ 38 ] |
| 1984 | Val Lakey Lindahn          | [ 38 ] |
| 1984 | Don Maitz                  | [ 38 ] |
| 1984 | Rowena Morrill             | [ 38 ] |
| 1984 | Barclay Shaw               | [ 38 ] |
| 1985 | Michael Whelan*            | [ 39 ] |
| 1985 | Vincent Di Fate            | [ 39 ] |
| 1985 | Tom Kidd                   | [ 39 ] |
| 1985 | Val Lakey Lindahn          | [ 39 ] |
| 1985 | Barclay Shaw               | [ 39 ] |
| 1986 | Michael Whelan*            | [ 40 ] |
| 1986 | Frank Kelly Freas          | [ 40 ] |
| 1986 | Don Maitz                  | [ 40 ] |
| 1986 | Rowena Morrill             | [ 40 ] |
| 1986 | Barclay Shaw               | [ 40 ] |
| 1987 | Jim Burns*                 | [ 41 ] |
| 1987 | Frank Kelly Freas          | [ 41 ] |
| 1987 | Tom Kidd                   | [ 41 ] |
| 1987 | Don Maitz                  | [ 41 ] |
| 1987 | J. K. Potter               | [ 41 ] |
| 1987 | Barclay Shaw               | [ 41 ] |
| 1988 | Michael Whelan*            | [ 42 ] |
| 1988 | David A. Cherry            | [ 42 ] |
| 1988 | Bob Eggleton               | [ 42 ] |
| 1988 | Tom Kidd                   | [ 42 ] |
| 1988 | Don Maitz                  | [ 42 ] |
| 1988 | J. K. Potter               | [ 42 ] |
| 1989 | Michael Whelan*            | [ 43 ] |
| 1989 | Thomas Canty               | [ 43 ] |
| 1989 | David A. Cherry            | [ 43 ] |
| 1989 | Bob Eggleton               | [ 43 ] |
| 1989 | Don Maitz                  | [ 43 ] |
| 1989 | Todd Cameron Hamilton      | [ 43 ] |
| 1990 | Don Maitz*                 | [ 44 ] |
| 1990 | Jim Burns                  | [ 44 ] |
| 1990 | Thomas Canty               | [ 44 ] |
| 1990 | David A. Cherry            | [ 44 ] |
| 1990 | James Gurney               | [ 44 ] |
| 1990 | Tom Kidd                   | [ 44 ] |
| 1990 | Michael Whelan             | [ 44 ] |
| 1991 | Michael Whelan*            | [ 45 ] |
| 1991 | Thomas Canty               | [ 45 ] |
| 1991 | David A. Cherry            | [ 45 ] |
| 1991 | Bob Eggleton               | [ 45 ] |
| 1991 | Don Maitz                  | [ 45 ] |
| 1992 | Michael Whelan*            | [ 46 ] |
| 1992 | Thomas Canty               | [ 46 ] |
| 1992 | David A. Cherry            | [ 46 ] |
| 1992 | Bob Eggleton               | [ 46 ] |
| 1992 | Don Maitz                  | [ 46 ] |
| 1993 | Don Maitz*                 | [ 47 ] |
| 1993 | Thomas Canty               | [ 47 ] |
| 1993 | David A. Cherry            | [ 47 ] |
| 1993 | Bob Eggleton               | [ 47 ] |
| 1993 | James Gurney               | [ 47 ] |
| 1994 | Bob Eggleton*              | [ 48 ] |
| 1994 | Thomas Canty               | [ 48 ] |
| 1994 | David A. Cherry            | [ 48 ] |
| 1994 | Don Maitz                  | [ 48 ] |
| 1994 | Michael Whelan             | [ 48 ] |
| 1995 | Jim Burns*                 | [ 49 ] |
| 1995 | Thomas Canty               | [ 49 ] |
| 1995 | Bob Eggleton               | [ 49 ] |
| 1995 | Don Maitz                  | [ 49 ] |
| 1995 | Michael Whelan             | [ 49 ] |
| 1996 | Bob Eggleton*              | [ 50 ] |
| 1996 | Jim Burns                  | [ 50 ] |
| 1996 | Thomas Canty               | [ 50 ] |
| 1996 | Don Maitz                  | [ 50 ] |
| 1996 | Michael Whelan             | [ 50 ] |
| 1997 | Bob Eggleton*              | [ 51 ] |
| 1997 | Thomas Canty               | [ 51 ] |
| 1997 | David A. Cherry            | [ 51 ] |
| 1997 | Don Maitz                  | [ 51 ] |
| 1997 | Michael Whelan             | [ 51 ] |
| 1998 | Bob Eggleton*              | [ 52 ] |
| 1998 | Jim Burns                  | [ 52 ] |
| 1998 | Thomas Canty               | [ 52 ] |
| 1998 | David A. Cherry            | [ 52 ] |
| 1998 | Don Maitz                  | [ 52 ] |
| 1998 | Michael Whelan             | [ 52 ] |
| 1999 | Bob Eggleton*              | [ 53 ] |
| 1999 | Jim Burns                  | [ 53 ] |
| 1999 | Donato Giancola            | [ 53 ] |
| 1999 | Don Maitz                  | [ 53 ] |
| 1999 | Nick Stathopoulos          | [ 53 ] |
| 1999 | Michael Whelan             | [ 53 ] |
| 2000 | Michael Whelan*            | [ 54 ] |
| 2000 | Jim Burns                  | [ 54 ] |
| 2000 | Bob Eggleton               | [ 54 ] |
| 2000 | Donato Giancola            | [ 54 ] |
| 2000 | Don Maitz                  | [ 54 ] |
| 2001 | Bob Eggleton*              | [ 55 ] |
| 2001 | Jim Burns                  | [ 55 ] |
| 2001 | Frank Kelly Freas          | [ 55 ] |
| 2001 | Donato Giancola            | [ 55 ] |
| 2001 | Michael Whelan             | [ 55 ] |
| 2002 | Michael Whelan*            | [ 56 ] |
| 2002 | Jim Burns                  | [ 56 ] |
| 2002 | Bob Eggleton               | [ 56 ] |
| 2002 | Frank Kelly Freas          | [ 56 ] |
| 2002 | Donato Giancola            | [ 56 ] |
| 2003 | Bob Eggleton*              | [ 57 ] |
| 2003 | Jim Burns                  | [ 57 ] |
| 2003 | David A. Cherry            | [ 57 ] |
| 2003 | Frank Kelly Freas          | [ 57 ] |
| 2003 | Donato Giancola            | [ 57 ] |
| 2004 | Bob Eggleton*              | [ 58 ] |
| 2004 | Jim Burns                  | [ 58 ] |
| 2004 | Frank Frazetta             | [ 58 ] |
| 2004 | Frank Kelly Freas          | [ 58 ] |
| 2004 | Donato Giancola            | [ 58 ] |
| 2005 | Jim Burns*                 | [ 59 ] |
| 2005 | Bob Eggleton               | [ 59 ] |
| 2005 | Frank Kelly Freas          | [ 59 ] |
| 2005 | Donato Giancola            | [ 59 ] |
| 2005 | John Picacio               | [ 59 ] |
| 2006 | Donato Giancola*           | [ 60 ] |
| 2006 | Jim Burns                  | [ 60 ] |
| 2006 | Bob Eggleton               | [ 60 ] |
| 2006 | Stephan Martinière         | [ 60 ] |
| 2006 | John Picacio               | [ 60 ] |
| 2006 | Michael Whelan             | [ 60 ] |
| 2007 | Donato Giancola*           | [ 61 ] |
| 2007 | Bob Eggleton               | [ 61 ] |
| 2007 | Stephan Martinière         | [ 61 ] |
| 2007 | John Jude Palencar         | [ 61 ] |
| 2007 | John Picacio               | [ 61 ] |
| 2008 | Stephan Martinière*        | [ 62 ] |
| 2008 | Phil Foglio                | [ 62 ] |
| 2008 | John Harris                | [ 62 ] |
| 2008 | John Picacio               | [ 62 ] |
| 2008 | Shaun Tan                  | [ 62 ] |
| 2009 | Donato Giancola*           | [ 63 ] |
| 2009 | Daniel Dos Santos          | [ 63 ] |
| 2009 | Bob Eggleton               | [ 63 ] |
| 2009 | John Picacio               | [ 63 ] |
| 2009 | Shaun Tan                  | [ 63 ] |
| 2010 | Shaun Tan*                 | [ 64 ] |
| 2010 | Daniel Dos Santos          | [ 64 ] |
| 2010 | Bob Eggleton               | [ 64 ] |
| 2010 | Stephan Martinière         | [ 64 ] |
| 2010 | John Picacio               | [ 64 ] |
| 2011 | Shaun Tan*                 | [ 65 ] |
| 2011 | Daniel Dos Santos          | [ 65 ] |
| 2011 | Bob Eggleton               | [ 65 ] |
| 2011 | Stephan Martinière         | [ 65 ] |
| 2011 | John Picacio               | [ 65 ] |
| 2012 | John Picacio*              | [ 66 ] |
| 2012 | Daniel Dos Santos          | [ 66 ] |
| 2012 | Bob Eggleton               | [ 66 ] |
| 2012 | Michael Komarck            | [ 66 ] |
| 2012 | Stephan Martinière         | [ 66 ] |
| 2013 | John Picacio*              | [ 67 ] |
| 2013 | Vincent Chong              | [ 67 ] |
| 2013 | Julie Dillon               | [ 67 ] |
| 2013 | Daniel Dos Santos          | [ 67 ] |
| 2013 | Christian McGrath          | [ 67 ] |
| 2014 | Julie Dillon*              | [ 68 ] |
| 2014 | Galen Dara                 | [ 68 ] |
| 2014 | Daniel Dos Santos          | [ 68 ] |
| 2014 | John Harris                | [ 68 ] |
| 2014 | John Picacio               | [ 68 ] |
| 2014 | Fiona Staples              | [ 68 ] |
| 2015 | Julie Dillon*              | [ 69 ] |
| 2015 | Kirk DouPonce              | [ 69 ] |
| 2015 | Nick Greenwood             | [ 69 ] |
| 2015 | Alan Pollack               | [ 69 ] |
| 2015 | Carter Reid                | [ 69 ] |
| 2016 | Abigail Larson*            | [ 70 ] |
| 2016 | Lars Braad Andersen        | [ 70 ] |
| 2016 | Larry Elmore               | [ 70 ] |
| 2016 | Michal Karcz               | [ 70 ] |
| 2016 | Larry Rostant              | [ 70 ] |
| 2017 | Galen Dara                 | [ 71 ] |
| 2017 | Julie Dillon               | [ 71 ] |
| 2017 | Christian McGrath          | [ 71 ] |
| 2017 | Victo Ngai                 | [ 71 ] |
| 2017 | John Picacio               | [ 71 ] |
| 2017 | Sana Takeda                | [ 71 ] |

### Retro Hugos
Desde la Worldcon de 1996, la World Science Fiction Society creó el concepto de «Retro Hugos», para ser otorgados por los 50, 75 o 100 años antes en los cuales no se otorgaron premios. Los «Retro Hugos» han sido entregados en 2014 (1939), 2016 (1941), 1996 (1946), 2001 (1951), 2004 y (1954). Los de 1939 y de 1941 fueron concedidos 75 años después, los otros tres fueron concecidos 50 años después. El próximo año en el que pueden ser concedidos «Retro Hugos» es el 2022, correspondientes al año 1947.
| Año  | Año premiado | Artista                   | Ref(s) |
| ---- | ------------ | ------------------------- | ------ |
| 1939 | 2014         | Virgil Finlay*            | [ 72 ] |
| 1939 | 2014         | Margaret Brundage         | [ 72 ] |
| 1939 | 2014         | Frank R. Paul             | [ 72 ] |
| 1939 | 2014         | Alex Schomburg            | [ 72 ] |
| 1939 | 2014         | H. W. "Wesso" Wessolowski | [ 72 ] |
| 1941 | 2016         | Virgil Finlay*            | [ 73 ] |
| 1941 | 2016         | Hannes Bok                | [ 73 ] |
| 1941 | 2016         | Margaret Brundage         | [ 73 ] |
| 1941 | 2016         | Edd Cartier               | [ 73 ] |
| 1941 | 2016         | Frank R. Paul             | [ 73 ] |
| 1941 | 2016         | Hubert Rogers             | [ 73 ] |
| 1946 | 1996         | Virgil Finlay*            | [ 74 ] |
| 1946 | 1996         | Earle K. Bergey           | [ 74 ] |
| 1946 | 1996         | Hannes Bok                | [ 74 ] |
| 1946 | 1996         | Edd Cartier               | [ 74 ] |
| 1946 | 1996         | Frank R. Paul             | [ 74 ] |
| 1951 | 2001         | Frank Kelly Freas*        | [ 75 ] |
| 1951 | 2001         | Hannes Bok                | [ 75 ] |
| 1951 | 2001         | Chesley Bonestell         | [ 75 ] |
| 1951 | 2001         | Edd Cartier               | [ 75 ] |
| 1951 | 2001         | Virgil Finlay             | [ 75 ] |
| 1954 | 2004         | Chesley Bonestell*        | [ 76 ] |
| 1954 | 2004         | Ed Emshwiller             | [ 76 ] |
| 1954 | 2004         | Virgil Finlay             | [ 76 ] |
| 1954 | 2004         | Frank Kelly Freas         | [ 76 ] |
| 1954 | 2004         | Richard Powers            | [ 76 ] |